# Néstor Varzé
Néstor Varzé es un actor y profesor de karate argentino, vive en la ciudad de Avellaneda, Provincia de Buenos Aires. Interpretó a el Dragón en las películas Los Extermineitors (1989) y Extermineitors II: La venganza del dragón (1990), también fue parte de la serie Brigada cola (1992).
Por otro lado, tiene el récord mundial en rotura de barras de hielo, el 22 de julio de 2018, quebró 100 piezas de 25 centímetros de grosor.